# 광저우탑역
광저우탑역(중국어 간체자: 广州塔站)은 중국 광저우 지하철 3호선과 주장신청 자동운송 체계(APM)의 주요 환승역이다. 2005년 12월 28일에 개장했으며, 주강 삼각주의 남쪽 섬에 있는 하이주구의 빈장 동로(중국어 간체자: 滨江东路, 병음: Binjiang DongLu)의 남쪽에 위치한 지하철역이다.
건설당시 원래 역명은 츠강탑역(중국어 간체자: 赤岗塔站)으로 불리었는데, 인근의 츠강탑의 이름을 따서 지어졌으며, 광저우에서 비교적 덜 알려진 건축유산이었지만, 역이 건설될 때 인근에서 유일하게 눈에 띄는 구조였다. 그러나 역이 개설된 후 새로운 TV 송신 및 관광탑인 광저우탑이 바로 위에 지어졌다. 이 상징적인 건축물은 빠르게 도시의 새로운 랜드마크가 되면서, 6호선이 개통된 2013년 12월에 광저우탑 역으로 변경되었다. 그것은 광저우 지하철 시스템에서 관광 목적으로 지어진 최초의 역이다. 이 역은 강을 가로 질러 주장신청 중심 업무 지구에 빠르게 접근할 수 있는 지하 APM 시스템과, 완성웨이 역까지 운행하는 광저우 하이주 전차로 환승할 수 있다.

## 지하철 및 APM 역 정보

### 역 구조
광저우탑 역은 3층으로 구성된다. 지상은 역출구, 광저우탑, 광저우탑 노면전차역, 이위안로, 빈장동로가 있으며, 지하 1층은 3호선 대합실의 완충층과 APM선 대합실, 지하 2층은 3호선 대합실 및 APM선 승강장, 지하 3층은 3호선 승강장이 있다.
APM선 제어를 담당하는 츠강 탑 제어 센터는 APM선의 남쪽 부분에 위치하고 있다.
| 지하 1층 | 3호선 대합실 완충 승강장        | 상점, 환승통로, 보안 검사 시설                                      |   |
| 지하 1층 | APM선 대합실                    | 티켓 자동판매기, 고객 서비스 센터, 경무실, 환승통로, 보안 검사 시설 |   |
| 지하 2층 | 3호선 대합실                    | 티켓 자동판매기, 고객 서비스 센터, 경무실                           |   |
| 지하 2층 | ←                               | 3번 승강장 APM 린허시 방면 (하이신사 역)                            |   |
| 지하 2층 | 섬식 승강장                     |                                                                     |   |
| 지하 2층 | 4번 승강장 APM 하차 전용 승강장 |                                                                     |   |
| 지하 3층 | ←                               | 2번 승강장 3호선 톈허 터미널／공항 남 방면（주장신청 역）           |   |
| 지하 3층 | 섬식 승강장                     |                                                                     |   |
| 지하 3층 |                                 | 1번 승강장 3호선 판위 광장 방면（커춘 역）                          | → |

### 역 대합실 및 환승
광저우탑 역에는 2개의 승강장이 있으며, APM 선 역은 지하 1층, 3호선 역은 지하 2층에 있다. 동물원 역과 마찬가지로 완충층이 있는데, 건너는 강의 깊이 때문에 3호선의 지하층은 역 대합실의 완충층으로 들어가는 입구이다. 두 역의 지하 1층은 중공 설계되어 있으며, 이 역의 특징이다. 지하 완충층과 APM 선 역의 층 사이의 연결 통로는 역의 북쪽 및 남쪽에 위치한다.
지하 1층에 연결된 역 대합실을 통해 두 노선 사이를 환승한다. 그러나 APM 선은 독립적으로 요금이 부과되므로 두 노선 역의 운임 구역이 병합되지 않다. 승객이 승차할 때 먼저 게이트를 빠져 나온 후, 다른 게이트로 진입하여 승차 게이트로 들어 가야한다.
역 대합실과 각 역의 승강장 사이에는 승강장 간을 오가는 특수 엘리베이터와 에스컬레이터, 계단이 하나씩 이상 갖추었다. 3호선의 특수 엘리베이터는 승강장 층에서 완충층에 직접 연결된다. 완충층은 무보수 영역이기 때문에, 휠체어 사용자가 전용 엘리베이터를 사용해야하는 경우, 티켓 사용을 위해 역 직원에게 연락해야한다.
광저우탑 역에는 편의점, 제과점, 서점, 세탁소 등의 상점이 3호선 승강장과 완충층에 흩어져있다. 또한 중국민생은행, 중국은행 ATM 및 자동 판매기를 비롯한 승객을 위한 셀프 서비스 시설이 많이 있다. 또한 양청퉁(羊城通)을 재충전할 수 있는 “하오이(好易)”기계, 공공 요금 청구 및 교통 과태료 등을 지불하는 있는“M-Touch”기계가 있으며, 지하철 노선의 첫차 및 막차 정보와 지하철 안전 지침, 기타 정보 등을 확인할 수 있다. 승객은 광저우 지하철의 회원으로 등록하고, 보너스 포인트를 적립 및 사용할 수 있다.

### 승강장
3호선과 APM선은 섬식 승강장으로 이위안로(藝苑路, 광저우탑 지면 광장 서쪽 인근)의 지하층에 위치하고 있다. APM선 승강장 지하 2층에 위치하고, 3호선 승강장은 지하 3층에 위치한다.
더하여, 이 역에 APM선의 남쪽 끝에 교차선 지대가 있으며, APM선에서 운영되는 모든 영업 열차는 재진입을 위해 이 교차선을 사용할 수 있을 뿐만 아니라, 동시에, APM 라인 열차가 영업을 종료하고 회송할 때 이 교차선을 사용하여 츠강탑 주차장(赤岗塔停车场)에 들어올 수 있다.

### 출구
광저우탑 역에는 4개의 출구가 있다. APM선 역 대합실에 있는 두 개의 미지정 출구는 광저우탑의 한 층에 연결되어있다.
| 출구 번호                                | 소재지                           | 인근 목적지 |
| ---------------------------------------- | -------------------------------- | --- |
| 3호선 대합실                             |                                  | |
| 출구A                                    | 이위안로(艺苑路) 하이주 노면전차 | 웨장서로, 광저우탑 |
| 출구B                                    | 이위안로                         | 이위안로, 광저우탑, 츠강탑, 광저우 하이주 국가세무국, 츠강 영사관구, 광저우 국제매체항, 광저우 방송국, 광저우탑 서부 버스정류장 |
| APM선 대합실                             |                                  | |
| 출구                                     | 광저우탑                         | |
| 출구                                     | 광저우탑                         | |
| 注： 시각 장애인 유도로 \| 휠체어 리프트 |                                  | |

### 인접역
광저우탑 역은 3호선과 APM 선 사이의 중간 지점이며, 두 노선의 환승 구간 중 하나이다. 승객은 이 역에서 광저우 동역, 신바이윈 국제 공항, 주장신청 CBD 센터, 톈허 구, 바이윈구, 하이주구, 판위구 및 기타 장소로 이동할 수 있다.
| 광저우 지하철 3호선    | 광저우 지하철 3호선      | 광저우 지하철 3호선          |
| ---------------------- | ------------------------ | ---------------------------- |
| 커춘 판위 광장 방면    | ■ 광저우 지하철 3호선    | 주장신청 톈허 터미널 역 방면 |
| 주장신청 자동운송 체계 |                          |                              |
| 하이신사 린허시 방면   | ■ 주장신청 자동운송 체계 | 시·종착역                    |

## 노면전차 역 정보

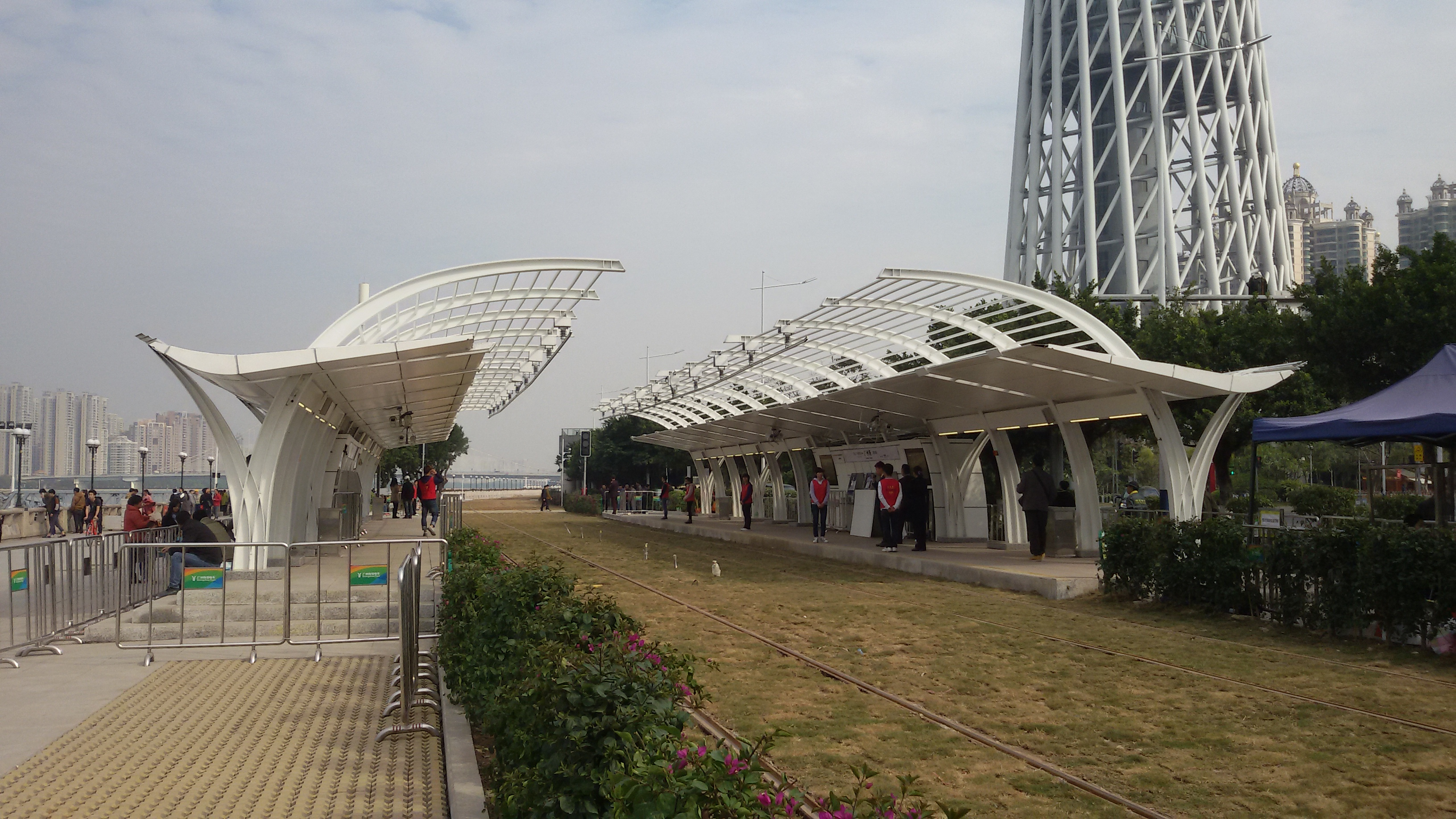
노면전차 역 승강장

### 역 구조
광저우탑 역은 북쪽에 웨장 서로(阅江西路)와 이위안로(艺苑路) 북측 사이에 있고 광저우탑의 북쪽에 있는 지상역이다. 지하철 광저우탑 역은 이 역의 남쪽에 위치하고 있으며, 승객은 3호선과 APM선을 이용하여 톈허구와 하이주구의 남쪽 등지를 오갈 수 있다.
또한, 자동 발매기와 다수의 분무 선풍기가 있다.
| 지면 | 출구A                 | 광저우탑 부두                       |          |
| 지면 | 상대식 승강장         |                                     |          |
| 지면 | THZ1 하차 전용 승강장 |                                     |          |
| 지면 |                       | THZ1 완성웨이 방면（광저우탑 동역） | 틀:Arrow |
| 지면 | 상대식 승강장         |                                     |          |
| 지면 | 출구B                 | 광저우탑, 지하철 광저우탑 역        |          |

교차선은 모든 열차가 돌아오는 승강장의 서쪽에 설치되며, 궤도의 서쪽 끝 이외에 교차선의 남서쪽면에서 향후 인터페이스 확장을 위해 남겨두었다. 또한 주박 대기 열차는 주박을 위해 승강장의 북서쪽에 마련해 두었다.

### 인접역
광저우탑 역은 하이주 구 노면전차의 출발역 중 하나이며 승객은 열차를 타고 완성웨이의 컨벤션 및 전시센터 및 메이저우탑 등까지 갈 수 있다.
| 광저우 하이주 환도 신형 노면전차 | 광저우 하이주 환도 신형 노면전차 | 광저우 하이주 환도 신형 노면전차 |
| -------------------------------- | -------------------------------- | -------------------------------- |
| 시·종착역                        | ■ 하이주 노면전차                | 광저우탑 동 완성웨이 방면        |